# Волобуевка (Белгородская область)
Волобуевка  — село в составе Саженского сельского поселения Яковлевского городского округа Белгородской области.

## Название
Название село получило от фамилии её основателей и владельцев земли братьев Волобуевых. Родоначальником этого рода является Волобуев (Волобоев) Федор Гаврилович, который относился к сословию «детей боярских», обязанных нести военную службу и относящихся к «служилым людям по отечеству». За службу Федор Гаврилович Волобуев получил поместье в селе Сажное Сажновского стана Белгородского уезда и «земли за рекою за Сажным Донцом на Нагайской стороне» и «на Липовом Донце под Непхаевым лесом» по дозорным книгам за 1616 года[i].
Фамилия Волобуев образована от прозвища, связанного с профессиональной деятельностью родоначальника. Слово «волобуй» означает «тот, кто забивает волов». В белгородской отказной книге 1616 года и переписной книге 1646 года фамилия имеет написание «Волобоев»[ii].

## Население
Динамика населения Волобуевки:
| Год     | 1718[i] | 1782[ii] | 1862[iii] | 1902[iv] | 1916[v] | 1926[vi] | 1932[vii] | 1989[viii] | 1997[ix] |
| Жителей | 44      | 300      | 338       | 328      | 298     | -        | 425       | 14         | -        |
| Мужчин  | 39      | 150      | 172       | 167      | 162     | -        | -         | 5          | -        |
| Женщин  | 83      | 150      | 166       | 161      | 136     | -        | -         | 9          | -        |
| дворов  | 8       | 34       | 33        | 43       | 37      | 76       | -         | 8          | 5        |

## Религия и национальный состав
Жители Волобуевки являлись православными христианами и относились к прихожанам Николаевской церкви села Озерово Корочанского уезда[i]. Все жители деревни — русские.
[i] ГАБО. Ф. 130. Оп.1. Д.6. Л. 67.

## История
Основатели и первое упоминание
Первое упоминание о деревне Волобуева обнаружено в документах подворной переписи населения 1710 года, проведенной в России по указу Петра I. В деревне Волобуева Белгородского уезда числилось 8 дворов служилых людей Белгородской гарнизона: копейщиков Карпа Васильевича, Петра Ефремовича, Ивана Ефремовича Волобуевых, рейтар Максима Тихоновича, Якова Варламовича Волобуевых, свойственника копейщика Никиты Леоновича Волобуева, а также солдата Степана Васильевича Третьякова и Корнея Григорьевича Волобуева. Среди жителей значились свойственники Ульян Иванович, Харитон Григорьевич и «бездворные» Роман и Семен Васильевичи и Трофим Зиновьевич Волобуевы. Всего в деревне проживали 39 мужчин и 44 женщины[i].
[i] РГАДА. Ф. 350. Оп. 1. Д. 21. Л. 453 об. — 456.
Деревня XVIII — в начале XX веках
В экономических примечаниях к планам генерального межевания земель Белгородского уезда, проведенное при императрице Екатерине II (не ранее 1782 г.), имеется полное описание деревни конца XVIII века: «Деревня Волобуева владения однодворцев Якова, Микиты, Дмитрия, Филиппа и всея Волобуевых с товарищи лежит близ реки Саженского Донца на левой и водотока лога Плотавого на правой сторонах, а дачею простирается по берегу означенной реки Саженского Донца на левой стороне, и левой стороне и по обе стороны лога и от вершка плотавы. Та река против селения и дачи в летнее жаркое время глубиной бывает в два аршина, ширины — от двух и до пяти саженей. В ней рыба: щука, плотва, лини, пескари, которые употребляется того селения жителями для своего домашнего обиходу, а в логах протоки совсем пересыхают. Вода в реке по употреблению людям и скоту здорова. Земля грунт имеет чернозем и посеянного на ней хлеба лучше родятся рожь, овёс, пшеница и прочие семена, так равно и сенные покосы против других мест худы. Лес растет дровяной дубовой, ореховый, осиновый, который для пот неспособен, в нём звери, набегом бывает и птицы наистаят разных родов. Жители того селения однодворцы состоят в казенном положенном окладе. Земли запахивают двести десятин, а остальную из других селениев однодворцев запахивают из найму всю на себя, к чему они и родетельны. Женщины сверх полевой работы упражняются в рукоделии, прядут лен. Под селением — 18 десятин, пашни — 218 десятин, сенных покосов — 49 десятин, лесу дровянного — 21 десятины, неудобных мест −3 десятины 1278 саженей»[i].
24 ноября 1866 года был издан закон «О поземельном устройстве государственных крестьян», в соответствии с которым сословие однодворцев было упразднено. Теперь их в официальных документах стали именовать государственными крестьянами.
В 1885 году деревня Волобуевка Шаховской волости Корочанского уезда Курской губернии состояла из 45 дворов (329 крестьян), у которых имелось 83 лошадей и 36 жеребят, 70 коров и 39 телят, овец — 163, свиней — 41, 4 семьи имели 25 ульев пчел[ii].
[i] РГАДА. Ф. 1355. Оп. 1. Д. 197. Л. 86, 86 об.
[ii] Гилюкин М. И., Скворцов В. Н., Степанова Т. В. Хроника земской ветеринарии Корочанского уезда. — Белгород: ИПЦ «ПОЛИТЕРРА», 2009. — С. 102.
Годы советской власти
Постановлением ВЦИК от 27.04. 1923 г. было утверждено новое административно-территориальное устройство Курской губернии, согласно которому деревня Волобуевка была отнесена к территории Лесковской волости Корочанского уезда.
Корочанский уезд декретом ВЦИК от 12 мая 1924 года был упразднен, деревня Волобуевка вновь вошла в состав Шаховской волости, только теперь Белгородского уезда.
В 1928—1929 годах страна перешла на новое административно-территориальное устройство, были введены новые административные единицы — области, округа, районы, сельсоветы. 14 мая 1928 г. постановлением ВЦИК и СНК РСФСР была образована Центрально-Чернозёмная область с центром в г. Воронеже. Деревня Волобуевка вошла в состав Озеровского сельского Совета Белгородского района Белгородского округа Центрально-Чернозёмной области. В июле 1930 года округа были ликвидированы, районы стали непосредственно подчиняться областному центру. 30 апреля 1931 года Озеровский сельсовет был ликвидирован и вошел в состав Сажновского сельсовета.
После революций 1917 года жизнь государственных крестьян деревни значительно изменилась. 23 октября 1929 года было организовано товарищество по совместной обработке земли «Серп и молот», которое затем было реорганизовано в коллективное хозяйство (колхоз). В 20-х годах XX столетия в Волобуевке была открыта Волобуевская советская школа I ступени с 4-х годичным курсом обучения, в которой в 1926—1927 гг. обучались 33 мальчика и 10 девочек[1].
В 1936 году в колхозе “Серп и Молот” были построены электростанция, механическая мельница, кирпичный завод и установлен свой радиоузел. Основная сельхозкультура, которой занимались, была свекла. Колхоз имел 103 лошади, 115 голов крупного рогатого скота, 210 овцематок, 18 свиноматок, 130 пчелосемей, около 1000 кур. Доход получил 200 тыс. от свеклы, 60 тыс. от скотоводства и 600 тыс. от предприятий.
Во время Великой Отечественной войны деревня была оккупирована немецко-фашистскими войсками с 25 октября 1941 года по 8 февраля 1943 года. Первое освобождение Волобуевки от немецко-фашистских захватчиков было в феврале 1943 года, затем последовала опять оккупация, и только 5 августа 1943 года территория Сажновского района была окончательно освобождена от захватчиков. После освобождения Волобуевка оказалась практически полностью разрушенной. Согласно актам, составленным в колхозе «Серп и Молот» и в Озеровском сельсовете, разрушению подверглось 70 домовладений и, практически, полностью здания, принадлежащие колхозу.
В 1944 году было принято решение о переселении в Крым 16 семей колхозников (протокол № 7 Курской областной комиссии по рассмотрению отобранных семей колхозников к переселению в Крым от 29.08. 1944 г.) колхоза «Серп и молот», всего 58 человек. Во главе переселенцев был председатель колхоза «Серп и молот» Волобуев Фёдор Семёнович (1885 год рождения). Переселенцы направлялись на постоянное место жительство в Карасубазарский район Крымской АССР[2]. Сейчас этот район носит название Белогорский, а село, куда были переселены жители Курской области, переименовано в Курское.
25 июля 1950 года исполнительный комитет Сажновского районного Совета депутатов трудящихся утвердил решение общего собрания колхозников Волобуевки об объединении колхоза «Серп и Молот» и колхоза «Красный Восток» Озеровского сельского Совета депутатов трудящихся в один колхоз под названием "Красный Восток.
В феврале-марте 1955 года колхоз «Красный Восток» объединился в один колхоз с колхозом имени Калинина Саженского сельсовета, а в 1965 году с колхозом имени Ленина Гостищевского сельского Совета (центральная усадьба располагалась в селе Гостищево Яковлевского района).
Общим собранием колхозников 3 февраля 1963 года колхоз имени Калинина Саженского района был переименован в колхоз «Маяк», а затем 5 февраля 1965 года — в колхоз имени Ленина Саженского сельского Совета, в состав которого входила деревня Волобуевка.

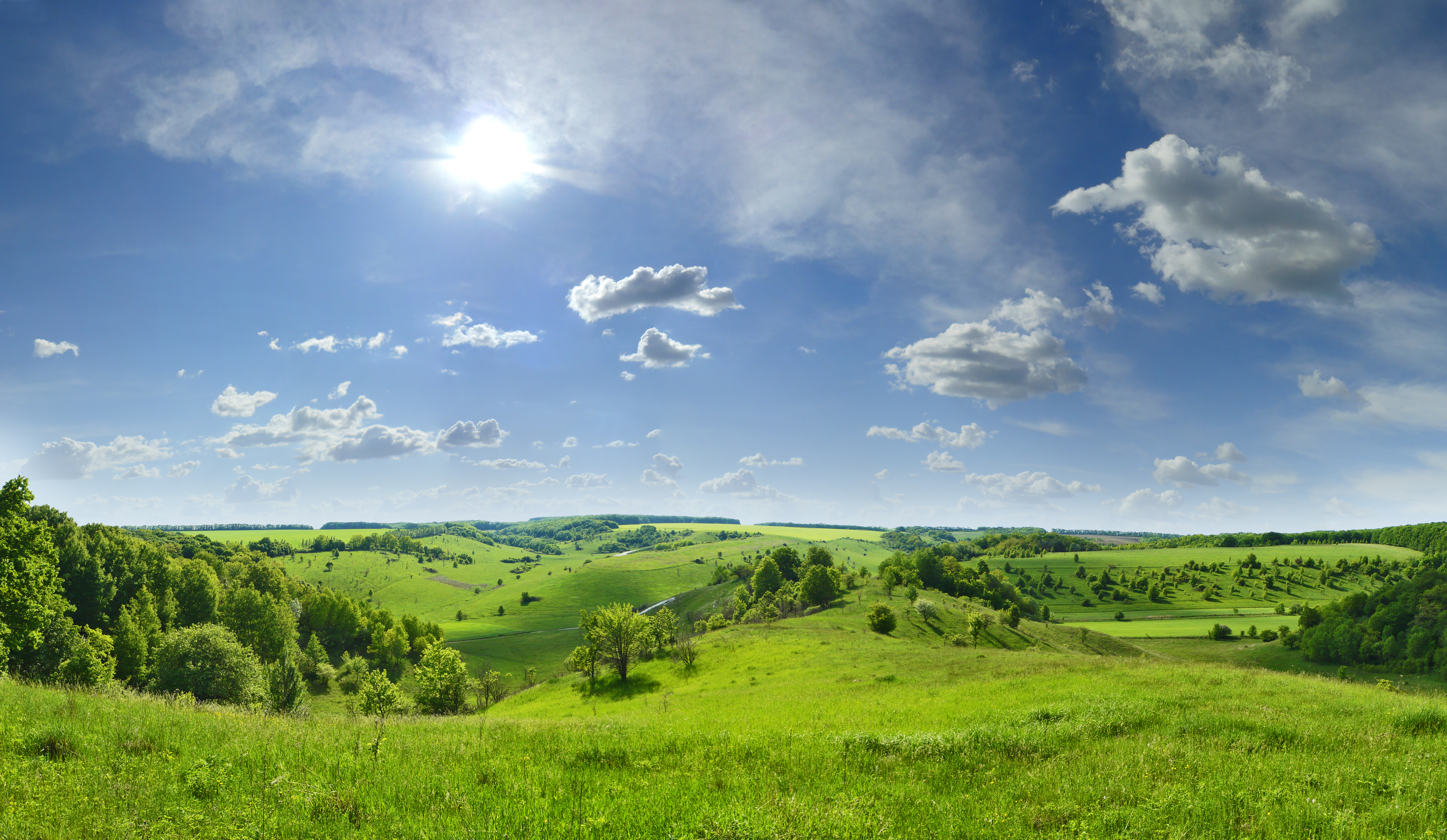
Типичный пейзаж юга Среднерусской возвышенности (балка Каменный Лог, Белгородская область)

Указом Президиума Верховного Совета РСФСР от 1 февраля 1963 года «Об укрупнении сельских районов образовании промышленных районов и городов Белгородской области» и решением № 407 от 8 июля 1963 года Белгородского облисполкома был ликвидирован Гостищевский район, сельские Советы которого были переданы в ведение Белгородского района.
Указом Президиума Верховного Совета РСФСР от 12 января 1965 года № 741/21 на основания решения Белгородского облисполкома от 22 декабря 1964 года № 1 был образован Яковлевский район (центр — рабочий посёлок Строитель). В его состав вошел Саженский сельсовет, в том числе деревня Волобуевка[3].
30 ноября 1965 года колхоз имени Ленина Саженского сельского Совета объединился с колхозом «Луч» Гостищевского сельсовета, объединенный колхоз стал носить имя Ленина, а центральная его усадьба размещалась в с. Гостищево.
Современное время
В девяностые годы из-за отсутствия дороги и общего положения дел в сельском хозяйстве жители деревни все выехали, кто в город, кто в другие населенные пункты. Деревня осталась полностью пуста.
Восстановление деревни началось в 2016 году. ТОО “Донец-2016”, построило дорогу и открыло овцеводческую ферму полного цикла. Земли и сенокосы были приведены в надлежащий порядок. Рощи очищаются от зарослей американского клена и от буреломов. В заболоченных от бесхозности местах проводятся ирригационные работы. Полностью очищены и восстановлены пять озер. Произведено их зарыбление.
На сегодняшний день проводятся работы на водоеме где были старые мельницы и есть в планах их восстановление.
Контроль над поселком и близлежащими территориями отпугнул браконьеров, поэтому восстановлены популяции косуль, степных сурков, куропаток и зайцев. Планируется восстановить популяцию дикого фазана. Выстроено пять домов для сотрудников. Идет восстановление и развитие этого исторического места.
[1] ГАБО. Ф. Р-593. Оп.1. Д. 288. Л. 58- 62 об.
[2] ГАБО. Ф. Р-61. Оп.1. Д.72. Л. 36. 36 об., 93.
[3] Административно-территориальное деление Белгородского края: конец XVI — начало XXI века. Справочник / [сост.: Л. В. Горбачёва, Е. В. Кривцова, А. А. Кривчиков и др.]; Упр. по делам архивов Белгор. обл.. Обл. гос. учреждение «Гос.арх. Белгор.обл.» — Белгород: «Эллада», 2011. — С. 99, 109—111, 113—115, 126.